# Eso (motorfiets)
ESO is een Tsjecho-Slowaaks historisch merk van motorfietsen.

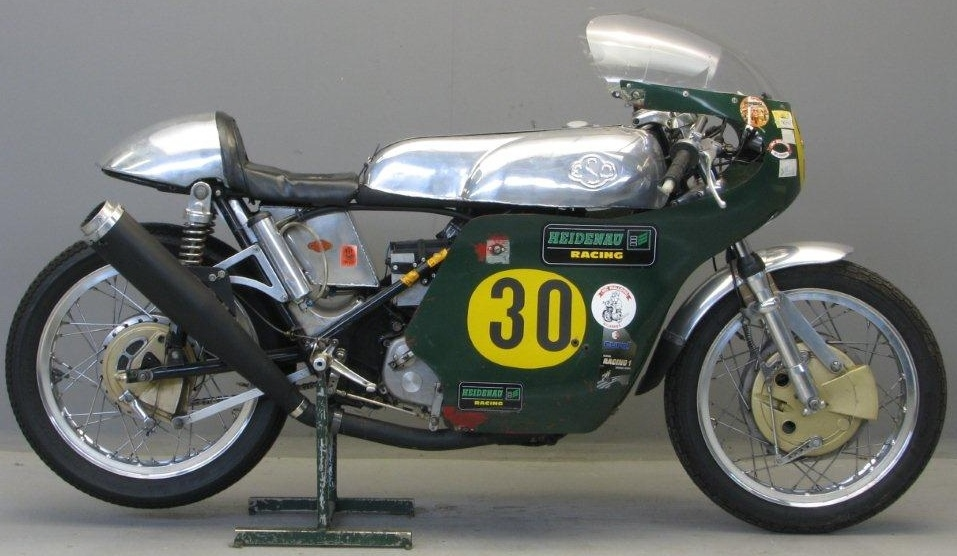
Eso 500cc-wegracer uit 1964

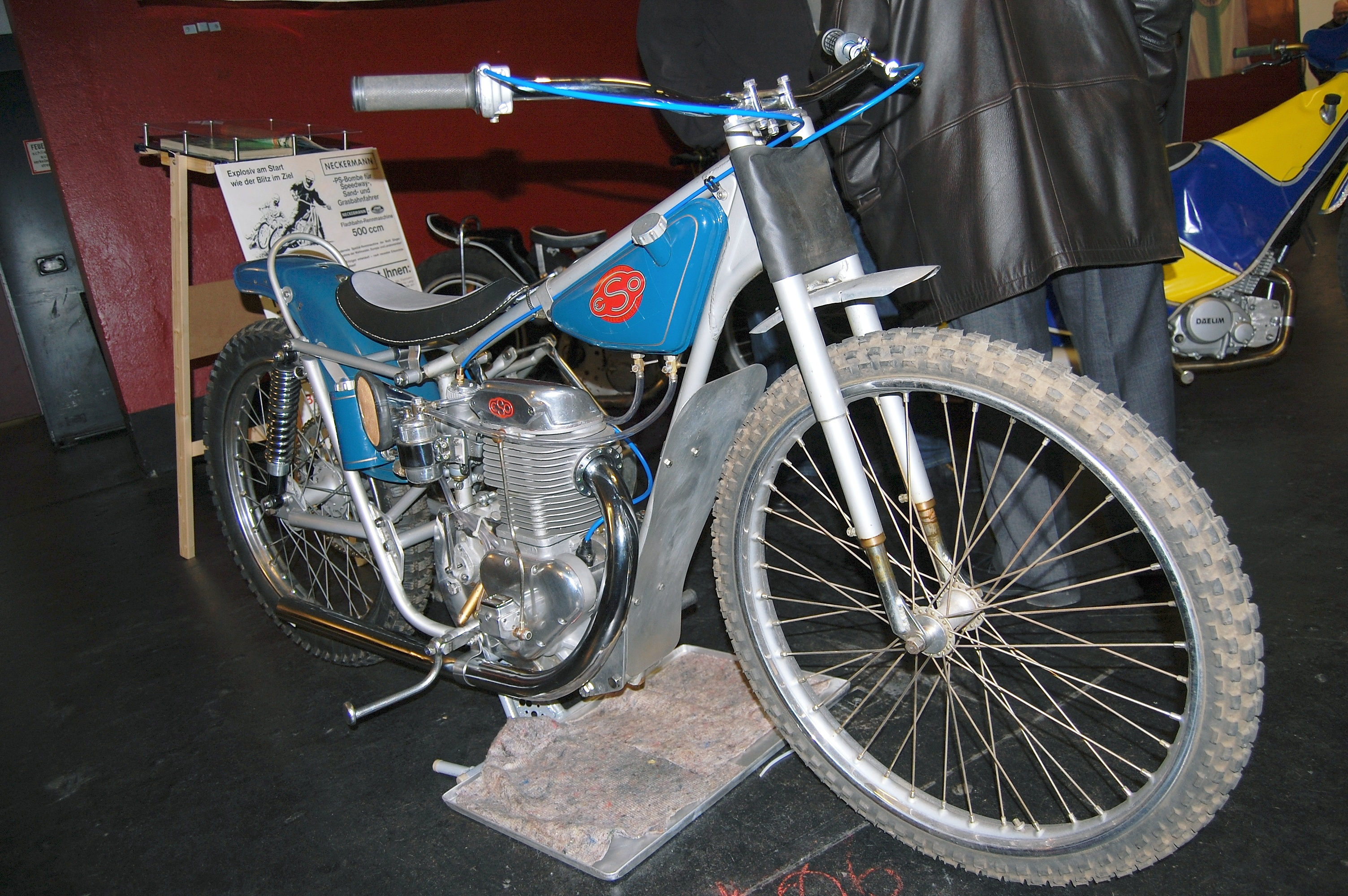
Eso Speedwayracer

De bedrijfsnaam was: Eso, Národní Podnik, Divišov.
De basis van het merk Eso lag in de haven van Dover, waar twee Tsjechische motorsporters, Vaclav Stanislav en Jaroslav Simandl, na de Britse ISDT op de boot wachtten. Stanislav had in Londen een nieuwe drijfstang voor zijn JAP-speedwaymotor gekocht, maar had geen geld voor een krukas, die hij eigenlijk ook nodig had. Jaroslav Simandl beloofde hem, min of meer bij wijze van grap, thuis een compleet nieuwe motor te bouwen. Uiteindelijk bouwde hij acht motorfietsen, allemaal met kopieën van de JAP-motor, waarvan er vier werden verdeeld onder de coureurs Stanislav, Marha Eman en Holub. Ze kregen allemaal een ander merk in het carter gegraveerd, want Stanislav wilde de naam "Jitka" van zijn pasgeboren dochter, Eman wilde zijn eigen naam en Holub (Tsjechisch voor "Duif") een symbool van een duif. Simandl noemde zijn eigen motor Eso (aas).
De sportcommissie van de Tsjechische automobielclub drong er bij Simandl op aan meer motoren te produceren en al snel deed de Sovjet-exportorganisatie Motokov hetzelfde. Zij wilden de Eso-motor tentoonstellen in Zweden, maar Simandl vond dat hij dan wel eerst een sterkere motor moest bouwen dan de originele JAP. Hij bouwde een nieuwe, korteslag eencilinder, die hij door zijn zoon Jiri in een wegracer liet testen. De motor bleek 45 pk te leveren en kreeg daarom de typenaam Eso S 45. De eerste vier complete Eso S 45-motorfietsen werden in de DDR verkocht. In de volgende jaren begonnen de Eso-motoren de originele JAP's bij speedwayraces te verdringen. Tot 1958 bleef de S 45-motor vrijwel onveranderd.
Begin jaren vijftig werd de fabriek genationaliseerd, maar Jaroslav Simandl behield de leiding over het bedrijf. Hij ontwikkelde halverwege de jaren vijftig ook 350- en 500cc-cross-, enduro- en wegracemotoren. In 1964 werd Eso onderdeel van Jawa.
In 1991 werd het bedrijf weer zelfstandig en in 1992 werden weer klassieke Eso-crossmotoren op de markt gebracht, die uit oude onderdelen (gereviseerd) waren opgebouwd.